# Lisa Endriß

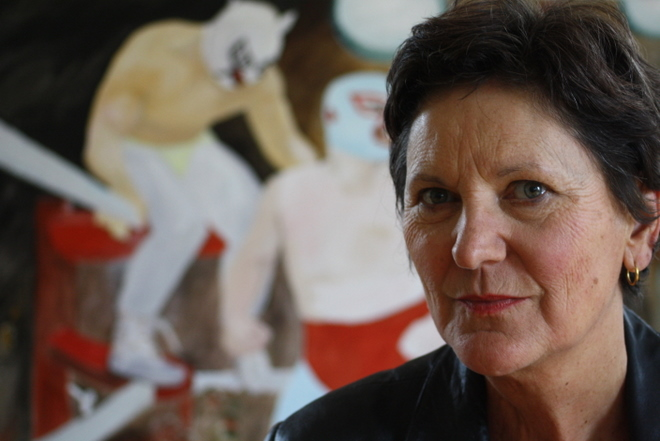
Lisa Endriß

Lisa Endriß (* 1947 in Landshut) ist eine deutsche bildende Künstlerin. Sie lebt und arbeitet in Griesstätt (Oberbayern), München und Berlin.

## Künstlerische Karriere
Von 1989 bis 1997 studierte sie an der Akademie der Bildenden Künste München bei Hans Baschang und am Vermont College of Fine Arts (MFA Programme) in USA. Ihr hauptsächliches Terrain sind großformatige Bilder, ihre Motive findet sie in der Medienlandschaft, die sie durch ihren subversiven Blick verwandelt.
2018 wurde Lisa Endriß von dem Kunstprofessor Kasper König zu seinem Artist Talk in die Münchner Kammerspiele eingeladen.

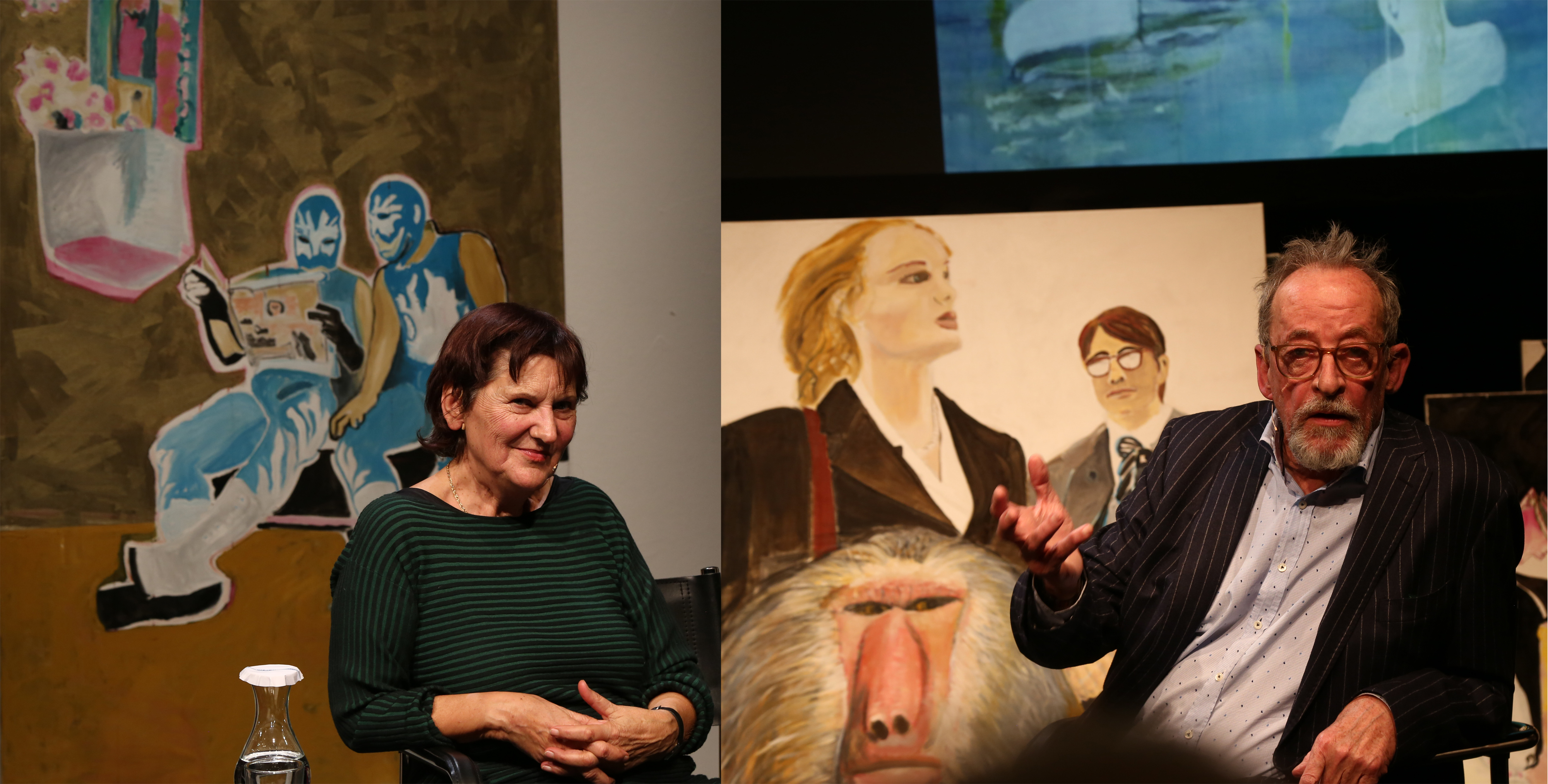
Lisa Endriß u. Kasper König, Münchner Kammerspiele 2018

## Einzelausstellungen (Auswahl)
- 1990 Kunstforum der Galerie im Lenbachhaus, München (K.)
- 1993 Stadt. Kunstmuseum, Augsburg
- 1996 Stadt. Galerie Rosenheim, Regensburg, Ratingen, Leopold-Hoesch Museum, Düren (K.)
- 1994 Galerie Jahnhorst & Preuß, Berlin
- 1998 Medienwerkstatt Lothringerstraße 13, München
- 2000/02 Galerie W. Tumulka, München
- 2001 A.R.T gallery, New York
- 2002 Stadtgalerie Villa Dessauer, Bamberg (K.)
- 2003 Städtische Galerie, Waldkraiburg (K.)
- 2006 Aspekte Galerie Gasteig, München
- 2007 Galerie Bernd Kugler, Innsbruck
- 2007 Ballhaus Ost, Berlin
- 2008 Odd Stage, Laura Mars Gallery, Berlin
- 2009 Kunstverein Schweinfurt (K.), Kunstverein Landshut
- 2010 Galerie Seiler, München
- 2011 Städtische Galerie Rosenheim
- 2012 Odd Stage II, Laura Mars Gallery, Berlin
- 2014 WeibsBilder, Galerie Klaus Lea, München
- 2016 David and Goliath for Paradise now, Galerie im Ganserhaus, Wasserburg
- 2017 Showtime, Laura Mars Gallery, Berlin
- 2019 Showtime reloaded, Kunstraum, Potsdam[2]
- 2022 Dialograum Eigentum, Foyer Friedrich-Schiller-Universität Jena[3]

## Gruppenausstellungen (Auswahl)
- 1984 Kunst mit Eigensinn, Museum Moderner Kunst, Wien (K.) (WeibsBilder)
- 1985 Edition Barbara Groß, München
- 1986 Gallery Sao Paulo, Sao Paulo (WeibsBilder)
- 1987 Gruppenkunstwerke, Halle K7, doku-menta 8, Kassel (K.) (WeibsBilder)
- 1988 A 11 Artforum Galerie Thomas, München
- 1989 Riemerschmidtwerke Praterinsel, München
- 1990 Kunsthaus, Nürnberg
- 1990–2002 Kunstverein, München (K.)
- 1991/99 NGBK Berlin (K.)
- 1992/93 Haus der Kunst, München (K.)
- seit 1996 Gallery Pierogi, New York
- 1997 Frauenmuseum, Bonn (K.)
- seit 1997 vertreten durch the Drawing Center, New York und
- 1998 Kunsthalle Dominikanerkirche, Osnabrück
- 1999 A.R.T gallery, New York
- 2001 Aspektegalerie Gasteig, München
- 2001 A.R.T gallery, New York
- 2004 Fotoforum, Braunau Österreich (K.)
- 2005 Morsel Gallery, New York
- 2007 Rowley Kennerk Gallery Chicago
- seit 2007 The Drawing Center - Viewing Programme
- seit 2007 gallery Pierogi, Leipzig
- seit 2007 your gallery, Saatchi, London
- 2008 Bernd Kugler Galerie Innsbruck, Österreich
- seit 2008 durch das Archiv des Museums of Modern Art, New York
- 2008 Kunstverein Weiden
- 2011 Laura Mars Grp. 2001 – 2011, Berlin
- 2013 First we take Manhattan, Rathausgalerie, Kunsthalle München
- 2013 David und Goliath, Alte Papierfabrik e.V., Ebertsheim
- 2014 The Intuitionists, Drawing Center, New York
- 2014 Tirol München, Tiroler Landesmuseum Ferdinandeum, Innsbruck (K)
- 2015 Animal turn, Städtische Galerie Waldkraiburg (K)
- 2023 ZOON, Aspekte Galerie der Münchner Volkshochschule
- 2024 Artenvielfalt. Lisa Endriß – Klaus Effern, Städtische Galerie Cordonhaus, Cham[4]
- 2024 Punk. Wir versprechen nichts. Städtische Galerie Rosenheim[5]
- 2025 FARBSINGEN IN DUNKLEN ZEITEN, Kollektiv Herzogstrasse, Weibsbilder und King Kong Kunstkabinett im Chor, Kunstverein Aichach.[6]

## Werke in öffentlichen und privaten Sammlungen (Auswahl)
- Bayerische Staatsgemäldesammlungen, München
- Kunstmuseum Düsseldorf
- Sammlung Goetz, München
- Sammlung Rosenthal, New York
- Haus der Fotografie, Burghausen
- Bayerische Staatsregierung, München
- Artothek, München
- Haus der Kultur, Waldkraiburg
- Städtisches Museum, Regensburg, Ratingen, Rosenheim
- Leopold-Hoesch-Museum Düren
- BMW Group, Booz Allen & Hamilton, HypoStiftung München
- Hypobank München, Telekom München, Hochbauamt Rosenheim, Justizgebäude Traunstein, Finanzamt Traunstein
- Privatsammlungen in München, Berlin, Hamburg, Frankfurt, Innsbruck, New York, Houston Texas u. a.
- Kunsthalle Schweinfurt

## Stipendien und Preise (Auswahl)
- 1985 Stipendium der Stiftung Kunstfonds Bonn
- 1987 Debütantenpreis der Bayer. Staatsregierung, (Katalog)
- 1991 Katalogförderung, Lenbachhaus der Stadt München
- 1995 Katalogförderung durch die Stadt. Museen Düren, Regensburg, Ratingen, Rosenheim
- 1996 DAAD Jahresstipendien für USA New York
- 1999 Künstler-Austauschprogramm für Israel, BRD
- 2001 Katalogförderung der Hypo-Kulturstiftung, München
- 2002 Katalogförderung der Stadt. Galerie Waldkraiburg
- 2005 Fellowship für Seaside Institute Florida, USA
- 2009 Katalogförderung des Kunstvereins Schweinfurt
- 2015 Yaddo Artist Residency, Upstate New York, USA